# Terry Fell
Terry Fell est un chanteur et guitariste de country né le 13 mai 1921 à Dora dans l'Alabama et mort le 4 avril 2007 à Madison dans le Tennessee.